# ミズメ
ミズメ（水芽・水目、学名: Betula grossa）は、カバノキ科カバノキ属の落葉高木。ヨグソミネバリ（夜糞峰榛）、アズサ（梓）とも呼ばれる。アズサの訛りでハヅサやハンサともいう。樹皮や材観がサクラに似ていることから、ミズメザクラ（水目桜）とも呼ばれる。
本州の岩手県以南から九州にかけて分布し、山地に生える。樹皮は暗灰色でサクラ類の樹皮に似た印象で、若い枝は短枝がよく出る。
サリチル酸メチルを多く含み、枝を折ると独特のにおいがするのが特徴である。花期は4月。冬芽は卵形で、4枚の芽鱗に包まれており、やや樹脂をかぶる。枝の先には仮頂芽がつき、側芽は枝に互生する。雄花序の冬芽だけが裸芽で、枝の上部に数個つく。葉痕は半円形で、維管束痕が3個つく。
なお「梓（し）」は中国では本来この種を指す漢字ではなく、ノウゼンカズラ科のキササゲのことである。

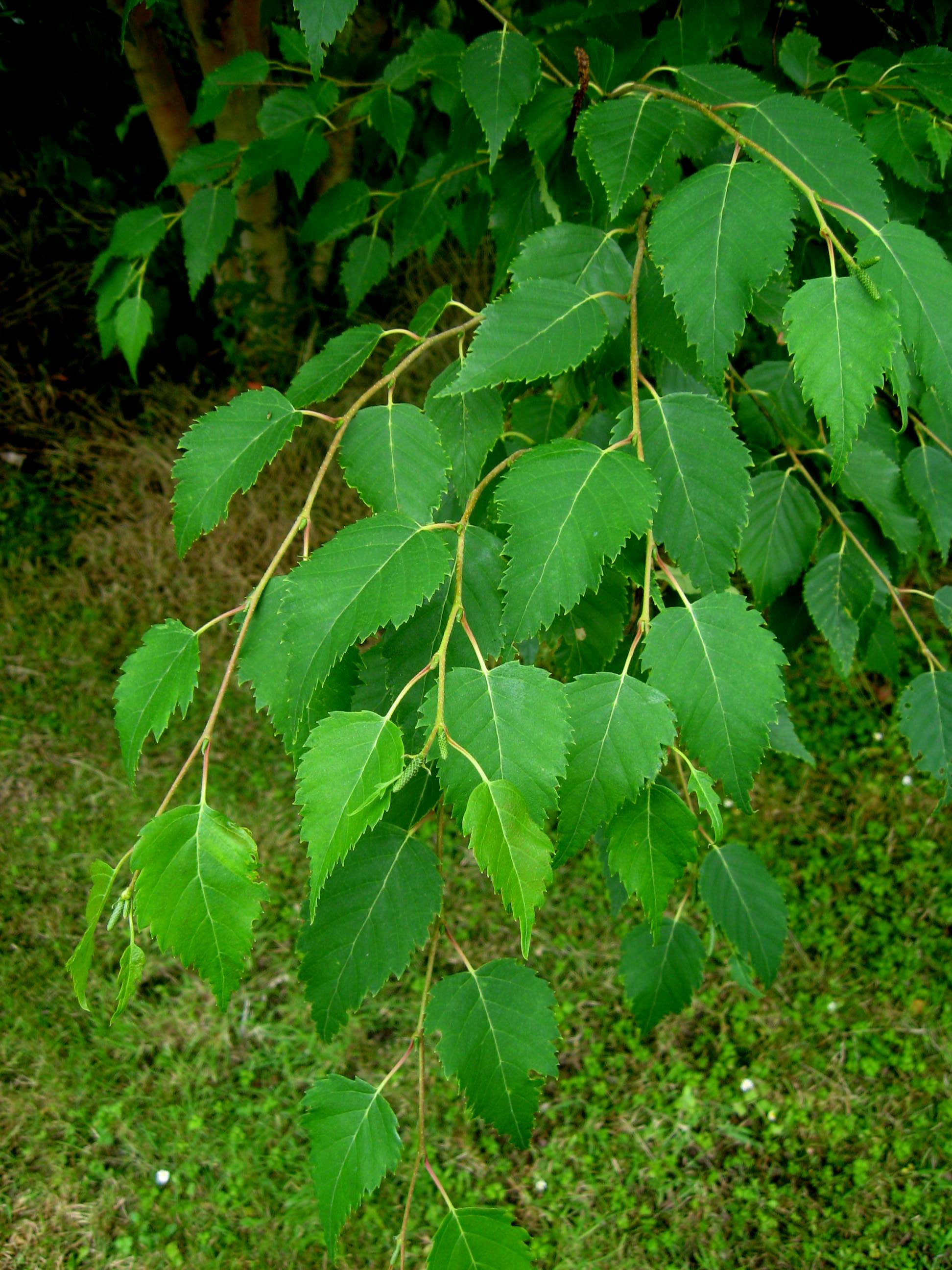
ミズメの葉

## 用途
昔は湿布薬として使われていた。
古くは国内木材の中から最も高い弾力性を生かし梓弓を作るときに使用されていた。上記のサリチル酸メチル由来芳香もあり魔除けの意味もある。